# Wayback Machine
A Wayback Machine a világháló digitális archívuma, amit az Internet Archive nonprofit szervezet hozott létre. Neve szabados fordításban Visszautazó Gépezet, mert lehetővé teszi a felhasználók számára, hogy visszamenve az időben megnézhessék, hogyan nézett ki egy adott weblap egy korábbi időpontban. A szolgáltatás bárki számára elérhető, és bármely weblap aktuális változatát is hozzáadhatja az archívumhoz.
1996-os létrehozása óta közel 800 milliárd oldal került az archívumba (2023 közepe). A szolgáltatás kapcsán felmerült, hogy szerzőijog-sértésnek minősül-e az, hogy az oldalak a tulajdonosuk engedélye nélkül kerülnek archiválásra. Néhány per kapcsán előfordult, hogy az archívumból el kellett távolítani a tárolt tartalmakat. Az Európában 2018 óta érvényben lévő GDPR szabályozás erre is érvényes, amely pl. kimondja, hogy mindenkinek alapjoga az ún. „törléshez és elfeledtetéshez való jog”.

## Története
A Wayback Machine 1996 májusában kezdett gyorsítótárazott weblapokat archiválni.
Az Internet Archive San Franciscó-i cég alapítói, Brewster Kahle és Bruce Gilliat 2001 októberében indították útjára a Wayback Machine honlapját, akik a céget azért hozták létre, hogy „univerzális hozzáférést biztosítanak minden tudáshoz”. Az archívum elsősorban arra a problémára nyújt megoldást, hogy a weblapok tartalma ne vesszen el, amikor azt megváltoztatják vagy véglegesen törlik. A szolgáltatás lehetővé teszi, hogy a weblapoknak az idők folyamán archivált különböző verzióit megtekinthessék. Kahle és Gilliat a szolgáltatást abban a reményben alkották meg, hogy a teljes világhálót archiválják. Maga a „Wayback Machine” elnevezés egy azonos nevű, kitalált időutazó és fordító eszközre utal, amelyet a Rocky és Bakacsin kalandjai című animációs rajzfilmsorozatban Mister Peabody és Sherman karakterek használnak.
A kezdetekben (1996 és 2001 között) az információkat digitális szalagon tárolták, Kahle időnként már ekkor is lehetővé tette kutatók és tudósok számára, hogy hozzáférjenek az adatbázishoz. 2001-ben – amikor az archívum elérte ötödik évfordulóját – a Berkeley-i Kaliforniai Egyetemen tartott ünnepélyes bemutatón a nyilvánosság előtt is megnyitották a szolgáltatást. Ekkor már több mint 10 milliárd archivált oldalt tartalmazott. A weboldalakról automatikusan készül mentés az archívumba, és időnként azok új verzióit is archiválja. A weblapok aktuális állapota manuálisan is rögzíthető, megadva annak URL-jét, feltéve, hogy a weblapon nincs kifejezetten tiltás arra, hogy  a Wayback Machine „feltérképezze” azt és elmentse a tartalmát.

## Műszaki információk
A szoftvert arra fejlesztették ki, hogy keresőrobotként feltérképezze és töltse le az internetprotokollal nyilvánosan hozzáférhető weblapok információit és adatfájljait, rögzítse a Gopher protokoll szerinti hierarchiájukat, az NNTP-s Bulletin Board rendszerű hírfolyamokat (Netnews, Usenet) és tárolja el a szabadon letölthető szoftvereket. Az ilyen keresőrobotok által gyűjtött információk nem tartalmazzák az világhálón elérhető összes adatot, mivel a nagy részét azok kiadói korlátozzák, vagy nem hozzáférhető adatbázisokban tárolják. Azért, hogy a csak részben gyorsítótárazott weboldalak miatti hiányosságokat kiküszöböljék 2005-ben egy előfizetéses szolgáltatást is indított az Internet Archíve. Az Archive-It.org lehetővé teszi az intézmények és a tartalomkészítők számára, hogy saját maguk összegyűjthessék és megőrizzék digitális tartalmaikat, gyűjteményeiket, és létrehozzanak maguknak egy archívumot.

## Felhasználási példák
A Wayback Machine 2001-es nyilvános bevezetésétől kezdve tudományosan tanulmányozták az adatok tárolásának és gyűjtésének módjait, mind az archívumában található tényleges oldalak összefüggéseit. 2013-ig a tudósok mintegy 350 cikket írtak a Wayback Machine-ről, többnyire az információtechnológia, a könyvtártudomány és a társadalomtudomány területén. A társadalomtudósok a Wayback Machine segítségével elemezték, hogy a weboldalak fejlesztése a kilencvenes évek közepétől napjainkig hogyan befolyásolta vállalatok növekedési pályáját.
Amikor a Wayback Machine archivál egy oldalt, általában tartalmazza a hiperhivatkozások nagy részét, így a linkek aktívak maradnak akkor is, amikor a világháló instabilitása miatt a sérülékeny kapcsolati háló megbomlik. Indiai kutatók tanulmányozták a Wayback Machine azon képességét, hogy képes-e online tudományos publikációk hiperhivatkozásait megmenteni, és megállapították, hogy a vizsgált cikkekben 10 év kb. 7000 hivatkozásának valamivel kevesebb mint 50%-a maradt csak elérhető idővel, de az archiválás valamivel több mint 79% elérését biztosította.
Újságírók gyakran használják a Wayback Machine-t, hogy megtekintsenek halott weboldalakat, régi híradásokat és weboldalak változatai közötti különbségeket. Segítségül volt már a politikusok felelősségre vonhatóságához és hadieseményekről szóló hazugságok leleplezéséhez is. Előbbire példa, hogy az archívumból derült ki, hogy – Donald Trump elnöksége idején, aki a globális felmelegedést hoaxnak nevezte – a Fehér Ház weblapjairól minden erre vonatkozó hivatkozást töröltek, ami világszerte felháborodást és tüntetéseket eredményezett tudományos körökben, 2017 áprilisában (March for Science). Utóbbira példa, amikor 2014-ben a Malaysia Airlines 17-es járatának katasztrófája kapcsán kiderült, hogy a kelet-ukrajnai háború egyik orosz vezetője, Igor Girkin azzal dicsekedett, hogy csapatai lelőttek egy ukrán katonai repülőgépet. Amikor kiderült, hogy a gép valójában egy polgári repülőgép, akkor törölte a bejegyzését, és az ukrán hadsereget okolta a gép lelövéséért, de a törlés ellenére az archívumban megmaradt az előzmény.

## Szerzőijog-sértés
Az európai szabályozás értelmében a Wayback Machine megsértheti a szerzői jogokat, mert a szabályok szerint a tartalomkészítők döntési joga, hogy tartalmukat hol teszik közzé vagy hogy sokszorosítható-e. Ennek megfelelően a szolgáltatás ma már biztosítja, hogy az alkotó kérésére az archívumból az oldalak törlésre kerüljenek, és hogy a weblapokon tiltás szerepelhessen az archívumba kerülésre.[forrás?] A Wayback Machine kizárási irányelvei a webhely help részében találhatók.

## Tárolt tartalmak eltávolításának esetei

### Szcientológia
2002 végén az Internet Archive eltávolította a Wayback Machine-ről a szcientológiát kritizáló különböző webhelyeket. Egy hibaüzenet azt jelezte, hogy ez a „webhelytulajdonos kérésére” történt. Később tisztázódott, hogy a Szcientológia Egyház jogászainak nyomására történt az eltávolítás, és az eredeti webhelytulajdonosok igazából nem akarták eltávolítani az anyagukat.

### Healthcare Advocates, Inc.
2003-ban a Harding Earley Follmer & Frailey ügyvédi iroda sikeresen védte ügyfelüket egy védjegyvitáról szóló perben a Wayback Machine segítségével. Az ügyvédek a weboldalak több évvel korábbi tartalma alapján be tudták bizonyítani, hogy a felperes keresete alaptalan. A felperes Healthcare Advocates ezt követően módosította panaszát, bevonva a perbe az Internet Archive-ot is, és a szervezetet a szerzői jogok megsértésével, valamint a DMCA és a számítógépes csalásokról és visszaélésekről szóló törvény megsértésével vádolta. A Healthcare Advocates azt állította, hogy bár a webhelyükre csak később, az eredeti keresetük benyújtása után telepítették a robots.txt fájlt, ennek ellenére az Internet Archive-nak szerintük el kellett volna távolítania a webhelyük összes korábbi példányát a Wayback Machine-ről, de néhány anyag továbbra is nyilvánosan elérhető maradt, így azt a védelem felhasználhatta. A pert bíróságon kívül rendezték, miután a Wayback Machine orvosolta a problémát.

### Daniel Davydiuk
2013 és 2016 között egy Daniel Davydiuk nevű pornográf színész megpróbálta eltávolítani magáról az archivált képeket a Wayback Machine archívumából, először több DMCA-kérést küldött, majd a kanadai bírósághoz is fordult. 2017-ben a kért tartalmakat végül törölték.

## Fordítás
Ez a szócikk részben vagy egészben  a   Wayback Machine című angol Wikipédia-szócikk fordításán alapul.  Az eredeti cikk szerkesztőit annak laptörténete sorolja fel. Ez a jelzés csupán a megfogalmazás eredetét és a szerzői jogokat jelzi, nem szolgál a cikkben szereplő információk forrásmegjelöléseként.